# Александрийский, Дмитрий Евгеньевич
Дми́трий Евге́ньевич Александри́йский (13 августа 1968, Кострома, СССР) — советский и российский футболист, тренер.

## Биография
Воспитанник костромского футбола. Первый тренер — А. Садовников. Первый матч за «Спартак» сыграл только в возрасте 23 лет, через 3 дня после своего дня рождения. Несмотря на свой поздний дебют, в дальнейшем он выступал за команду на протяжении долгих лет. Всего за «красно-белых» в первенствах страны футболист сыграл 356 игр. Он является рекордсменом клуба по числу сыгранных матчей.
Его отличительной чертой было умение играть головой, благодаря которого он, будучи защитником, забил за свою профессиональную карьеру 32 гола.
Завершал играть в футбол в «Фанкоме» из Мантурово в ЛФЛ.
После окончания карьеры вошёл в тренерский штаб костромского «Спартака». В 2010 году возглавлял команду. Затем в течение трех лет был старшим тренером. В 2013 году после отставки Аркадия Красавина в двух турах исполнял обязанности главного тренера.
27 августа 2014 года был назначен старшим тренером владимирского «Торпедо», заменив Владимира Казакова. Позднее вернулся в «Спартак». Летом 2017 после ухода в «Зенит-2» предыдущего наставника команды Александра Гущина, Александрийский вновь возглавил костромичей.
В 2021 году — тренер команды СШ №3 имени Г. Ярцева (Кострома).